# Påfyllning
Ekonomisk påfyllning inträffar när staten sätter mer pengar i rörelse i landet genom att riksbanken sänker sina räntor (för att motivera låntaganden), när export till utländska företag betalas eller när transfereringar inom den offentliga sektorn inträffar. Motsatsen kallas avtappning.